# 李昱諄
李昱諄（1997年12月6日—），台灣乒乓球運動員。
2023年2月12日，獲得WTT常規挑戰賽安曼站女雙決賽冠軍、WTT女子單打亞軍。